# Oostenrijks voetbalkampioenschap 1946/47
1946/47 was het 36ste seizoen in de Oostenrijkse voetbalcompetitie. De competitie werd georganiseerd door de WFV. Onder de eerste klasse was er de tweede klasse voor de clubs uit Wenen. Voor clubs uit de deelstaten was de Landesliga, de hoogst mogelijke speelklasse.

## Erste Klasse
|     | 1                      | Wed | W  | G | V  | Saldo | Ptn |
| --- | ---------------------- | --- | -- | - | -- | ----- | --- |
| 1.  | SC Wacker Wien (B)     | 20  | 14 | 2 | 4  | 61:24 | 30  |
| 2.  | SK Rapid Wien (K)      | 20  | 13 | 2 | 5  | 60:36 | 28  |
| 3.  | First Vienna FC 1894   | 20  | 13 | 1 | 6  | 51:29 | 27  |
| 4.  | FC Wien                | 20  | 9  | 5 | 6  | 40:28 | 23  |
| 5.  | Floridsdorfer AC       | 20  | 7  | 6 | 7  | 39:38 | 20  |
| 6.  | SK Admira Wien         | 20  | 8  | 4 | 8  | 34:36 | 20  |
| 7.  | FK Austria Wien        | 20  | 8  | 3 | 9  | 45:36 | 19  |
| 8.  | Wiener Sport-Club      | 20  | 7  | 5 | 8  | 25:39 | 19  |
| 9.  | Wiener AC              | 20  | 6  | 4 | 10 | 30:45 | 16  |
| 10. | SCR Hochstädt Wien (A) | 20  | 5  | 3 | 12 | 29:51 | 13  |
| 11. | Post SV Wien (A)       | 20  | 2  | 1 | 17 | 30:83 | 5   |

Kampioenenploeg:Stefan Ploc, Franz Pelikan - Theodor Brinek jun., Otto Marischka, Friedrich Zwazl - Herrmann, Polster, Franz Macho, Gerhard Hanappi - Karl Zischek, Licker, Streit, Franz Pavuza, Karl Loidolt, Theodor Wagner, Ernst Reitermaier, Wilhelm Hahnemann, Virius, Edelmann, Csarmann, Strobl, Johann Kalcik - Trainer: Johann Strnad
(K) = verdedigend kampioen, (B) = bekerwinnaar 

## Tweede klasse
| Pl. | Club                       | Wed | W  | G | V  | Saldo | Ptn |
| --- | -------------------------- | --- | -- | - | -- | ----- | --- |
| 1.  | SC Rapid Oberlaa           | 24  | 17 | 2 | 5  | 54-34 | 36  |
| 2.  | 1. Schwechater SC          | 24  | 15 | 5 | 4  | 59-41 | 35  |
| 3.  | 1. Simmeringer SC          | 24  | 14 | 5 | 5  | 65-40 | 33  |
| 4.  | SC Columbia XXI Wien       | 24  | 12 | 5 | 7  | 57-40 | 29  |
| 5.  | SK Slovan Wien             | 24  | 12 | 3 | 9  | 62-53 | 27  |
| 6.  | SC Helfort Wien            | 24  | 10 | 4 | 10 | 53-39 | 24  |
| 7.  | SC Red Star Wien           | 24  | 9  | 3 | 12 | 46-54 | 21  |
| 8.  | Landstraßer AC             | 24  | 8  | 5 | 11 | 46-59 | 21  |
| 9.  | ESV Ostbahn XI Wien        | 24  | 8  | 4 | 12 | 42-50 | 20  |
| 10. | SC Hakoah Wien             | 24  | 9  | 1 | 14 | 39-63 | 19  |
| 11. | Austria Donauarbeiter Wien | 24  | 8  | 2 | 14 | 38-53 | 18  |
| 12. | 1. FFC Vorwärts 06 Wien    | 24  | 6  | 4 | 14 | 33-51 | 16  |
| 13. | SV Straßenbahn Wien        | 24  | 5  | 3 | 16 | 35-52 | 13  |

## Promovendi uit derde klasse
- SC Gaswerk XIII Wien
- FC Stadlau

1911/12 · 1912/13 · 1913/14 · 1914/15 · 1915/16 · 1916/17 · 1917/18 · 1918/19 · 1919/20 · 1920/21 · 1921/22 · 1922/23 · 1923/24 · 1924/25 · 1925/26 · 1926/27 · 1927/28 · 1928/29 · 1929/30 · 1930/31 · 1931/32 · 1932/33 · 1933/34 · 1934/35 · 1935/36 · 1936/37 · 1937/38 · 1938/39 · 1939/40 · 1940/41 · 1941/42 · 1942/43 · 1943/44 · 1944/45 · 1945/46 · 1946/47 · 1947/48 · 1948/49 · 1949/50 · 1950/51 · 1951/52 · 1952/53 · 1953/54 · 1954/55 · 1955/56 · 1956/57 · 1957/58 · 1958/59 · 1959/60 · 1960/61 · 1961/62 · 1962/63 · 1963/64 · 1964/65 · 1965/66 · 1966/67 · 1967/68 · 1968/69 · 1969/70 · 1970/71 · 1971/72 · 1972/73 · 1973/74 · 1974/75 · 1975/76 · 1976/77 · 1977/78 · 1978/79 · 1979/70 · 1980/81 · 1981/82 · 1982/83 · 1983/84 · 1984/85 · 1985/86 · 1986/87 · 1987/88 · 1988/89 · 1989/90 · 1990/91 · 1991/92 · 1992/93 · 1993/94 · 1994/95 · 1995/96 · 1996/97 · 1997/98 · 1998/99 · 1999/00 · 2000/01 · 2001/02 · 2002/03 · 2003/04 · 2004/05 · 2005/06 · 2006/07 · 2007/08 · 2008/09 · 2009/10 · 2010/11 · 2011/12 · 2012/13 · 2013/14 · 2014/15 · 2015/16 · 2016/17 · 2017/18 · 2018/19 · 2019/20 · 2020/21 · 2021/22 · 2022/23